# Ossido di calcio
L'ossido di calcio (CaO, detto anche calce viva) è un composto chimico. Quando viene unito all'acqua forma l'idrossido di calcio o calce spenta.
A temperatura ambiente si presenta come un solido bianco e inodore. È un composto irritante e ha caratteristiche prettamente basiche.

## Utilizzi
L'ossido di calcio miscelato con l'acqua genera una reazione esotermica secondo questa reazione
{\displaystyle {\ce {CaO\ +\ H2O->Ca(OH)2\ +1136{\frac {kJ}{kg}}\,di\,CaO}}}
Questa reazione viene utilizzata spesso per produrre bevande in lattina calde. L'ossido di calcio viene inserito nel fondo della lattina, la pressione di una membrana sul fondo miscela l'ossido di calcio con l'acqua e la reazione esotermica scalda la bevanda.
Viene utilizzato per la produzione di calce spenta (idrossido di calcio), da utilizzarsi poi nell'edilizia.
È stato usato nella luce di Drummond.

## Produzione
L'ossido di calcio (detto anche calce viva) è prodotto industrialmente per calcinazione del carbonato di calcio sopra gli 800 °C (tecnicamente tra gli 800 °C ed i 1100 °C), secondo la reazione:
{\displaystyle {\ce {CaCO3\,(800^{\circ }C<T<1100^{\circ }C)->CaO\ +\ CO2}}}.
Si può anche ottenere per disidratazione della calce idrata:
{\displaystyle {\ce {Ca(OH)2\,(T>512^{\circ }C)->CaO\ +\ H2O}}}
Viene usato per disinfettare i terreni agricoli, per disidratare l'idrazina, le basi organiche, gli alcoli ed altri solventi organici, per la produzione della calciocianammide (utile sia come disinfettante agricolo che come fertilizzante). In edilizia come agente assorbente ed agglomerante e può essere usato anche nella preparazione del "fuoco greco", assieme a salnitro, zolfo e pece greca (colofonia).